# 최기남
최기남(崔基南, 1875년 9월 7일 ~ 1946년 3월 10일)은 대한제국 말기와 일제강점기 초기에 통감부, 조선총독부 소속으로 간도 지역에서 경찰로 근무했던 인물이다.

## 생애
함경북도 경성군 출신이다. 본래 함경남도 지역을 비롯하여 각지의 사찰을 돌며 불경을 강의하던 인물이었다.
1905년부터 2년간 일진회의 함경북도 지회장을 맡아 경성 일대에서 러일 전쟁과 관련한 철도 수송 업무를 담당했다. 이후 일진회 계열의 종교 단체인 시천교의 교과서를 집필하고 일진회 평의원, 총무원 등을 역임했다.
1907년 일진회 북간도 파견원으로 임명되는 동시에 통감부가 설치한 임시 간도파출소의 감찰과장으로 발령받았다. 계급은 경시(警視)였다. 그의 임무는 조선인과 관련된 감찰과 회유, 호구 조사, 이권 조사 등이었다. 이는 당시 간도 지역을 중심으로 한 항일 운동 세력에 대한 일본 정부의 탄압을 돕는 행위였다. 1908년 일본은 최기남의 공로를 인정해 훈7등 서보장을 수여했다.
1910년 한일 병합 조약 체결로 조선총독부 경찰관서의 간도파견 경시로 직책이 바뀌었으며, 1916년까지 이 직책에서 근무했다. 조선총독부가 설치한 금융기관 용정촌구제회의 평의회원을 지내면서, 수탈 경제 체제 구축에 협력하는 동시에 자신은 큰 재산을 축적하기도 했다. 1912년 훈6등 서보장과 한국병합기념장을 받았을 정도로 공을 인정 받았다.
1916년 정7위 고등관6등에 서임된 뒤, 관직을 그만두고 금강산에 입산해 불교 관련 연구와 수행을 한 것으로 알려져 있다. 이 무렵 그는 찬송거사(餐松居士) 또는 찬하거사(餐霞居士)로 불리는 유명 인사였다. 서울 수유동에 위치한 화계사에 최기남이 조각한 불상이 가족들에 의해 봉안되어 있다.

## 사후
- 2002년 발표된 친일파 708인 명단, 2008년 공개된 민족문제연구소의 친일인명사전 수록예정자 명단에 모두 선정되었고, 2006년 친일반민족행위진상규명위원회에서 공식 발표한 친일반민족행위 106인 명단에도 포함되었다.

## 같이 보기
- 일진회

## 참고자료
- 친일반민족행위진상규명위원회 (2006년 12월). 〈최기남〉 (PDF). 《2006년도 조사보고서 II - 친일반민족행위결정이유서》. 서울. 541~547쪽쪽. 발간등록번호 11-1560010-0000002-10. [깨진 링크(과거 내용 찾기)]